# Cleora lacteata
Cleora lacteata là một loài bướm đêm trong họ Geometridae.